# Ancita antennata
Ancita antennata là một loài bọ cánh cứng trong họ Cerambycidae.